# Millenáris sakkverseny
A millenniumi ünnepségek keretében Budapesten 1896. október 5. és október 28. között rendezett bajnokság volt az első magyarországi nemzetközi sakkverseny. Megszervezésének ötlete 1891-ben merült fel először, de csak öt évvel később sikerült a szükséges támogatás megszerzése. A 13 résztvevő körmérkőzést játszott október 5-22. között. Az első helyen holtverseny alakult ki, ezért október 24-28. között 4 játszmából álló döntőt játszott Mihail Csigorin és Charousek Rezső.  Az időkeret az első 30 lépésre 4 óra, majd 15 lépésenként 1 óra volt. A játszmák minden nap fél tízkor kezdődtek, és a fél kettőkor tartott ebédszünet után délután 4-kor folytatódtak. A verseny fővédnöke gróf Zichy Jenő, a versenybíró Havasi Artúr volt.
A millenáris verseny mezőnye hasonló volt az év nyarán rendezett nürnbegi világversenyéhez. Az ott díjat nyert játékosok közül csak Emanuel Lasker és Wilhelm Steinitz maradt távol a novemberi világbajnokság miatt, de szerepelt Maróczy Géza, Siegbert Tarrasch, Harry Nelson Pillsbury, David Janoowski, Carl August Walbrodt és Carl Schlechter. Magyarországot hárman képviselték: Maróczy Géza, aki kezdetben szervező feladatokat látott el, de Szemjon Alapin visszalépése miatt mégis játszott, a 23 éves Charousek Rezső és Noa József.
A versenyt a Vigadóban rendezték meg. A döntő utolsó mérkőzését az országgyűlési választások miatt a Lipótvárosi Kaszinóban játszották le.

## Eredmény

### Körmérkőzés
| Helyezés | Játékos                | 1 | 2 | 3 | 4 | 5 | 6 | 7 | 8 | 9 | 10 | 11 | 12 | 13 | Összesen |
| -------- | ---------------------- | - | - | - | - | - | - | - | - | - | -- | -- | -- | -- | -------- |
| 1        | Mihail Csigorin        | * | 0 | ½ | 0 | 1 | 1 | ½ | 1 | 1 | 1  | 1  | ½  | 1  | 8½       |
| 2        | Charousek Rezső        | 1 | * | 1 | ½ | 0 | ½ | 1 | ½ | 1 | 1  | 0  | 1  | 1  | 8½       |
| 3        | Harry Nelson Pillsbury | ½ | 0 | * | ½ | ½ | 1 | 1 | 0 | 0 | 1  | 1  | 1  | 1  | 7½       |
| 4        | Carl Schlechter        | 1 | ½ | ½ | * | 1 | ½ | 1 | ½ | 0 | ½  | 1  | ½  | 0  | 7        |
| 4        | David Janowski         | 0 | 1 | ½ | 0 | * | 0 | 1 | 0 | 1 | 1  | ½  | 1  | 1  | 7        |
| 6        | Carl August Walbrodt   | 0 | ½ | 0 | ½ | 1 | * | 1 | 0 | 1 | 0  | ½  | 1  | 1  | 6½       |
| 6        | Szymon Winawer         | ½ | 0 | 0 | 0 | 0 | 0 | * | 1 | 1 | 1  | 1  | 1  | 1  | 6½       |
| 8        | Siegbert Tarrasch      | 0 | ½ | 1 | ½ | 1 | 1 | 0 | * | ½ | 0  | 0  | ½  | 1  | 6        |
| 9        | Adolf Albin            | 0 | 0 | 1 | 1 | 0 | 0 | 0 | ½ | * | 0  | 1  | ½  | 1  | 5        |
| 10       | Maróczy Géza           | 0 | 0 | 0 | ½ | 0 | 1 | 0 | 1 | 1 | *  | ½  | 0  | 1  | 5        |
| 11       | Georg Marco            | 0 | 1 | 0 | 0 | ½ | ½ | 0 | 1 | 0 | ½  | *  | 1  | 0  | 4½       |
| 12       | Noa József             | ½ | 0 | 0 | ½ | 0 | 0 | 0 | ½ | ½ | 1  | 0  | *  | 1  | 4        |
| 13       | Ignatz von Popiel      | 0 | 0 | 0 | 1 | 0 | 0 | 0 | 0 | 0 | 0  | 1  | 0  | *  | 2        |

### Döntő
|           | 1 | 2 | 3 | 4 | Összesen |
| --------- | - | - | - | - | -------- |
| Csigorin  | 1 | 1 | 0 | 1 | 3        |
| Charousek | 0 | 0 | 1 | 0 | 1        |